# Trnićevce
Trnićevce en serbe latin et Tërniqec en albanais (en serbe cyrillique : Трнићевце) est une localité du Kosovo située dans la commune/municipalité de Novobërdë/Novo Brdo, district de Pristina (Kosovo) ou district de Kosovo-Pomoravlje (Serbie). Selon le recensement kosovar de 2011, elle compte 50 habitants, tous serbes.

## Démographie

### Évolution historique de la population dans la localité
| 1948 | 1953 | 1961 | 1971 | 1981 | 1991 | 2011 |
| ---- | ---- | ---- | ---- | ---- | ---- | ---- |
| 194  | 231  | 279  | 263  | 189  | 124  | 50   |

|  |